# 橘外男
橘 外男（たちばな そとお、1894年10月10日 - 1959年7月6日）は、日本の小説家。
甥に少年画報社の漫画編集者で『ヤングコミック』創刊者の橘賢晋がいる。

## 経歴
陸軍歩兵大佐橘七三郎の三男として石川県金沢市に生まれる。父の転任に伴い、熊本や高崎で育つ。15、6歳から小説に熱中し、下級生を恐喝して旧制高崎中学校を諭旨退学となるなど、旧制中学を退学になること数度。父に勘当され、札幌で北海道鉄道管理局長を務める叔父に預けられたが、北海道鉄道管理局勤務中に芸妓に迷い、業務上横領罪で実刑判決を受け、21歳の時から札幌監獄で1年ほど服役。その経験を『私は前科者である』『ある小説家の思い出』に書いている。
27歳で妹の死去に逢い、発奮して小説『太陽の沈みゆく時』を刊行。大正年間にキリスト教の影響の強い小説を書いていたが、作家として世に出るのは1936年に「文藝春秋」の実話小説の懸賞募集に『酒場ルーレット紛擾記（バー ルーレット トラブル）』が入選してからである。この頃には以前とは打って変わった饒舌体と呼ばれる独自の文体を身につけている。1938年『ナリン殿下への回想』で第7回直木賞を受賞した。
戦前は貿易会社や医療機器店等に勤務していたが、太平洋戦争で海外貿易が縮小したこともあり、1942年と1943年に満洲国に家族で移住している。最初は満洲書籍配給株式会社に勤務したが、満洲の衛生状態の悪さに辟易して帰国した。2度目は満洲映画協会に嘱託として勤務し、そのまま終戦を迎え、1946年に帰国した。
敗戦直後の新京（現・長春市）におけるソ連兵の横暴の経験を基にして書かれた一連の「満洲物」と呼ばれる小説は、独自の文体と相俟って、その悲惨さを余すところなく伝えており、資料的にも高い価値がある。
帰国後はカストリ雑誌から少女誌まで幅広く活躍し、その内容も怪談から一種のSF物と多様である。

## 著書

### 単著
- 『太陽の沈みゆく時』 第1篇、日本書院、1922年7月。NDLJP:970210。
- 『太陽の沈みゆく時』 第2篇、日本書院、1922年12月。NDLJP:970211。
- 『太陽の沈みゆく時』 終篇、日本書院、1923年7月。NDLJP:970212。
- 『主よ御許に近づかん』日本書院、1924年12月。NDLJP:913968。
- 『艶魔地獄 一名或る死刑囚のグリンプス』日本書院、1925年12月。NDLJP:919046。
- 『地に残る影』日本書院、1927年12月。NDLJP:1224868。
- 『塙保己一のお話』塙会、1928年4月。
- 『酒場ルーレット紛擾記』春秋社、1936年。
  - 『酒場ルーレット紛擾記』（普及版）春秋社、1938年7月。NDLJP:1120570。
- 『米西戦争の蔭に』春秋社、1937年。
  - 『米西戦争の蔭に』（普及版）春秋社、1938年7月。NDLJP:1027398。
- 『ナリン殿下への回想』春秋社、1938年8月。
- 『祖国を脱れて』春秋社、1938年12月。
- 『妖花イレーネ』六月社、1947年8月。
- 『怪人シプリアノ』暁社、1947年。
- 『泥寧』福沢一郎画、板垣書店、1948年5月。
- 『ウニデス潮流の彼方』時事通信社、1948年5月。
- 『陰獣トリステサ』文潮社、1948年11月。
- 『コンスタンチノープル』東和社、1949年1月。
- 『獣愛』千代田書林、1949年10月。
- 『青白き裸女群像』名曲堂、1950年7月。
- 『妖花 ユウゼニカ物語』名曲堂、1950年。
- 『怪猫屋敷 山茶花屋敷物語』伊藤幾久造絵、偕成社、1952年。
- 『橘外男集』駿河台書房〈現代ユーモア文学全集 11〉、1954年1月。
- 『双面の舞姫』伊勢田邦彦絵、偕成社、1954年4月。
- 『私は前科者である』新潮社、1955年11月。
- 『女豹の博士』河出書房〈河出新書〉、1955年。
- 『神の地は汚された』河出書房〈河出新書〉、1956年1月。
- 『ハレムの寵妃』鱒書房、1956年。
- 『見えない影に』大日本雄弁会講談社〈ロマン・ブックス〉、1957年10月。
- 『亡霊怪猫屋敷』東京ライフ社、1958年6月。
- 『地底の美肉』東京ライフ社、1958年10月。
- 『私は呪われている』三笠書房、1958年。
- 『ある小説家の思い出』中央公論社、1960年2月。
- 『ある死刑囚の手記』六曜社、1960年。

没後再刊
- 『橘外男傑作集』桃源社、1969年4月。
- 澁澤龍彦 編『青白き裸女群像』桃源社、1972年。下記は改題新版、他は「妖花イレーネ」
  - 『陰獣トリステサ 綺想ロマン傑作選』河出書房新社、2010年6月。ISBN 9784309019871。
- 『棺前結婚』広論社〈探偵怪奇小説選集 3〉、1975年11月。
- 『死の蔭探検記 橘外男傑作選 1』社会思想社〈現代教養文庫〉、1977年7月。
- 『ナリン殿下への回想 橘外男傑作選 2』社会思想社〈現代教養文庫〉、1977年9月。
- 『ベイラの獅子像 橘外男傑作選 3』社会思想社〈現代教養文庫〉、1977年12月。
- 『ある小説家の思い出』 上・下巻、中公文庫、1978年11-12月。尾崎秀樹解説
- 『コンスタンチノープル』中公文庫、1987年3月。ISBN 9784122014046。
- 『妖花 ユウゼニカ物語』中公文庫、1988年8月。ISBN 9784122015401。
- 山下武 編『橘外男ワンダーランド 怪談・怪奇篇』中央書院、1994年7月。ISBN 9784924420953。
- 山下武 編『橘外男ワンダーランド 人獣妖婚譚篇』中央書院、1994年11月。ISBN 9784924420991。
- 山下武 編『橘外男ワンダーランド 幻想・伝奇小説篇』中央書院、1995年4月。ISBN 9784887320062。
- 山下武 編『橘外男ワンダーランド 満州放浪篇』中央書院、1995年8月。ISBN 9784887320123。
- 山下武 編『橘外男ワンダーランド ユーモア小説篇』中央書院、1995年12月。ISBN 9784887320154。
- 山下武 編『橘外男ワンダーランド 怪談・心霊篇』中央書院、1996年6月。ISBN 9784887320239。
- 『橘外男集』リブリオ出版〈くらしっくミステリーワールド 第10巻〉、1997年2月。ISBN 9784897845029。
- 日下三蔵 編『橘外男集 逗子物語』 怪奇探偵小説名作選 5、筑摩書房〈ちくま文庫〉、2002年6月。ISBN 9784480037053。
- 『私は前科者である』インパクト出版会〈インパクト選書 3〉、2010年11月。ISBN 9784755402098。
- 『艶魔地獄 一名或る死刑囚のグリンプス』Noir Punk Press、2014年5月。
- 『死の谷を越えて イキトスの怪塔』書肆盛林堂〈盛林堂ミステリアス文庫〉、2014年11月。
- 日下三蔵 編『私は呪われている』戎光祥出版〈ミステリ珍本全集 06〉、2015年1月。ISBN 9784864031301。
- 『燃える地平線』幻戯書房〈銀河叢書〉、2021年7月。谷口基解説。創作実話篇
- 『予は如何にして文士となりしか』幻戯書房〈銀河叢書〉、2021年9月。川口則弘解説。自伝物語篇
- 『皇帝溥儀』幻戯書房〈銀河叢書〉、2021年10月。作品論：山下武。満洲残影篇 - 各・単行本未収録を軸とする三部作
- 『蒲団　橘外男日本怪談集』中公文庫、2022年7月。全8編、倉野憲比古解説
- 『人を呼ぶ湖　橘外男海外伝奇集』中公文庫、2023年3月。全7編、朝宮運河解説

### 文学作品集
- 『夢野久作 久生十蘭 橘外男』大仏次郎・川口松太郎・木村毅監修、講談社〈大衆文学大系 24〉、1973年4月。
- 『夢野久作 久生十蘭 橘外男』筑摩書房〈昭和国民文学全集 17〉、1974年8月。
  - 『夢野久作 久生十蘭 橘外男』（増補新版）筑摩書房〈昭和国民文学全集 22〉、1978年6月。

## エピソードなど
「外男」は本名。『新青年』の編集者だった乾信一郎の回想によれば、橘は「父がぼくに外交官になってもらいたい念願をこめてつけてくれたもの」と語っていたという。なお、「キチガイオトコ」とかけているとする説があるが、乾によれば、この説は『新青年』等に寄稿していた映画批評家の松下富士夫が発案したシャレであり、乾からこの説を聞かされた橘は「キチガイオトコなんて読むやつの方がよっぽど気違い男だ」と憤然としていたという。
- 戦前に「運命」という題名で発表した小説を戦後「雪原に旅する男」としてそのまま掲載した。
- 政治学者蠟山政道は中学の同級生で、戦後に文藝春秋誌の『同級生交歓』にも取り上げられている。